# Na Zahodu nič novega
Na Zahodu nič novega (v izvirniku nemško Im Westen nichts Neues) je vojni roman, ki ga je leta 1928 napisal nemški pisatelj Erich Maria Remarque, v knjižni obliki pa je prvič izšel januarja 1929. Glavno sporočilo dela z močno protivojno noto je nesmiselnost vojne, povedano iz izkušenj predstavnika t. i. izgubljene generacije, ki jo je močno zaznamovala udeležba v prvi svetovni vojni. Takoj ob izidu je roman postal velika uspešnica in zdaj velja za eno najpomembnejših protivojnih del 20. stoletja.
V slovenščino je roman prevedel Janko Moder, prevod je prvič izšel pri mariborski založbi Obzorja leta 1966 (COBISS).

## Vsebina
Roman pripoveduje zgodbo mladega nemškega vojaka Paula Bäumerja na zahodni fronti v prvi svetovni vojni. Na začetku živi s starši in sestro v nekem nemškem mestecu in obiskuje šolo. Tam se pod vplivom patriotskih govorov učitelja Kantoreka ves razred javi za služenje v cesarski vojski kmalu po začetku velike vojne. Na fronto prispe s svojimi prijatelji in sošolci (Leer, Müller, Kropp, Kemmerich in več drugih), kjer spoznajo starejšega vojaka Stanislausa Katczinskyja, znanega pod vzdevkom Kat. Ta postane Paulov mentor.
Bäumer in tovariši doživljajo redne boje in trpijo v nevarnih ter umazanih razmerah v jarkih nekje v zahodni Franciji. Bitke nimajo imen in ne kaže, da bi imele kak bistven strateški pomen, prinašajo le stalno nevarnost poškodb in smrti. Med juriši zavzemajo manjša ozemlja, ki jih kasneje pogosto spet izgubijo. Vojaki so čustveno izčrpani in pretreseni, Remarque jih pogosto označuje za stare in mrtve.
Med dopustom se Paul vrne na obisk domov, kjer kontrast s civilnim življenjem še bolj razgali, kako ga je vojna prizadela. Mestece se ni spremenilo, on pa se počuti kot tujec, nepovezan z večino domačinov. Tudi oče ga ne razume. Stari ravnatelj mu poskuša dopovedati, da Paul in tovariši kot vojaki v jarkih ne razumejo širše slike. Paul vzpostavi le vez z umirajočo materjo in preden se mora spet odpraviti na fronto sklene, da je bila vrnitev napaka.
Razvedri ga ponovno snidenje s tovariši. Kmalu po tistem se javi za patruljo, na kateri prvič v boju na blizu ubije človeka. Nato ga mora med skrivanjem več ur opazovati, kako umira. Skrušen in potrt prosi njegovo truplo za odpuščanje. Kat in Albert ga kasneje poskušata potolažiti, rekoč, da je to pač del vojne. Po tistem so poslani na prijetnejšo zadolžitev: straženje zalog v vasi, ki je bila zaradi topniškega obstreljevanja evakuirana. Tam se lahko končno bolje prehranjujejo kot v jarkih in uživajo tudi v zalogah iz vasi ter luksuznih predmetih iz zalog, kot so cigare za častnike. Med kasnejšo evakuacijo vaščanov Paula in Alberta zadane nemška topovska granata. Na vlaku proti domu se Albertovo stanje poslabša, zato je poslan v katoliško bolnišnico, Paulu pa se z blefiranjem posreči ostati z njim. Albert nazadnje izgubi nogo, Paula pa pošljejo nazaj na fronto.
Vojna se zdaj počasi končuje in nemška vojska se umika. Paul obupano opazuje, kako en za drugim umirajo njegovi tovariši in ob Katovi smrti dokončno izgubi voljo do življenja. V prihajajočem miru ne vidi svetle prihodnosti in čuti, da bo njegova generacija zaznamovana ter nerazumljena. Oktobra 1918, na nenavadno miren dan, je tudi Paul ubit. Poročilo s frontne črte za tisti dan se glasi »Na zahodni fronti nič novega«. Paulovo truplo ima spokojen izraz na obrazu, »kot bi bil skoraj vesel, da je prišel konec«.

## Okoliščine nastanka
V desetletju med koncem vojne in izidom romana ni v Zahodnem svetu izšlo skoraj nobeno vojno delo. Založniki so predvidevali, da želijo ljudje pozabiti travmatično obdobje, pa tudi pisci so se s težavo lotevali spominov na vojskovanje. V javnosti je sčasoma prevladala zmeda glede pomena vojne, ki je spremenila svet. Remarque, o čigar vojnih izkušnjah sicer ni veliko znanega, je delil ta sentiment, hkrati mu njegovo dotedanje ustvarjanje (delal je kot avtor člankov v revijah in se preskusil tudi kot pesnik, pisatelj ter dramatik) ni nudilo zadoščenja, nato pa je dojel, da vzrok za nezadovoljstvo tiči v tem, da je celotna generacija potlačila izkušnjo. Njegov namen ni bil objektivna obravnava vojne, temveč izraziti škodo, ki jo je vojna povzročila njegovi generaciji, ki je z njo odrasla. Poanta torej ni bila opisovati dogodke, temveč ilustrirati, kako je izkušnja na fronti uničila vez med vojaki in preostankom družbe.
Ko je našel svoj navdih, je roman napisal v pičlih šestih tednih poleti 1928. Kasneje je rekel, da je rokopis nato pol leta ležal v njegovem predalu. V tem času so že začela pogosteje izhajati vojna dela, toda založnik S. Fischer, kateremu je Remarque najprej ponudil roman, ni bil prepričan o prodajnem potencialu. Prek znanca je namesto tega stopil v stik z Ullstein Verlag, katerega lastnik je menil, da je čas za vojne romane. Ton zgodbe je prepričal njega in tudi nekaj urednikov pri založbi in za izdajanje v serijski obliki jo je nato sprejel urednik Ullsteinove revije Vossische Zeitung, kjer je izhajala med 10. novembrom in 9. decembrom 1928. Hkrati je potekala intenzivna oglaševalska kampanja in do januarja 1929, ko je Na Zahodu nič novega naposled izšel v knjižni obliki (pri Ullsteinovi podružnici Propyläen Verlag), so zbrali 10.000 prednaročil.

## Odziv
Takoj ob izidu je roman zares postal velika uspešnica, v nekaj mesecih prodana v več kot pol milijona izvodov in do konca leta skoraj milijon samo v Nemčiji. Po hitrem postopku so knjigo prevedli še v angleščino in francoščino; skupna prodaja v Franciji, Združenem kraljestvu ter Združenih državah je leta 1929 znašala dodaten milijon izvodov. Do konca leta je založnik pripravil prevode v približno 20 drugih jezikov. Spektakularen uspeh romana je močno pripomogel k izboljšanju stanja knjigotrštva v državi in sprožil poplavo del o vojni. Tudi literarni kritiki so bili izrazito naklonjeni in označili Na Zahodu nič novega za delo, ki prinaša »resnico o vojni«. Remarque je bil omenjen celo kot kandidat za Nobelovo nagrado.
Kmalu so se oglasili še nasprotniki. Konzervativci in fašisti so ga interpretirali kot avtorjevo nezmožnost spregledati višji namen družbe, za dosego katerega predstavljajo neizbežne grozote vojne plemenito žrtev. Grob jezik in pogosti odurni prizori v zgodbi so bili še posebej na udaru kot izraz degeneriranega uma, roman pa s tem zgolj »komercializirana groza in svinjarija«. Označevali so ga za izdajo junakov, ki so dali svoja življenja za domovino. Podobno so na drugi strani komunisti roman označili za sterilen izraz buržoazne inteligence, ki nezmožna najti pravi vzrok družbenih nemirov zapade v sentimentalnost. Eni in drugi nasprotniki, posebej vojska, so slikali Na Zahodu nič novega kot propagando nasprotne strani. Razširilo se je tudi mnogo govoric o samem avtorju, češ da njegove bojne izkušnje niso bile tako obširne kot sta nakazovala knjiga in njena promocija, kar je verjetno do neke mere poganjala tudi zavist. Remarque se je polemiki izogibal in ni rad dajal intervjujev, kar je še podžgalo govorice.
Politične razmere v Nemčiji so se zaradi težke gospodarske situacije po porazu v začetku 1930. let spremenile, moč so pridobili nacisti, ki so frustriranost naroda zaradi izida vojne obrnili v svojo korist. Že februarja 1930 je nacistični minister za notranje zadeve Turingije prepovedal Na Zahodu nič novega v šolah, po Hitlerjevem prevzemu oblasti spomladi 1933 pa je izvod gorel v enem prvih simboličnih sežigov »protinemške« književnosti na berlinskem trgu Opernplatz. Novembra 1933 je berlinska policija zasegla in uničila še neprodane izvode pri založniku. Remarque je že pred tem odšel iz države in našel zatočišče v Švici, nemško državljanstvo pa so mu nacisti odvzeli.
Roman je prestal preskus časa in ocenjujejo, da je bilo do danes prodanih približno 20 milijonov izvodov v 50 jezikih.

### Priredbe
Sporočilo o nesmiselnosti vojne je vse od izida romana eden od temeljev žanra vojnega filma, tudi na račun uspeha prve filmske priredbe, hollywoodskega filma Na zahodu nič novega režiserja Lewisa Milestonea. Ta je bil velika uspešnica v Ameriki, Združenem kraljestvu in Franciji, v Mussolinijevi Italiji pa so ga cenzurirali. Prejel je oskarja za najboljši film in najboljšo režijo na tretji podelitvi oskarjev. Ob predvajanju v Nemčiji je kasnejši minister za propagando Joseph Goebbels organiziral izgrede v Berlinu, tako da so za varovanje javnega reda in miru predstave prepovedali tudi v Nemčiji in Avstriji. 
Druga, televizijska priredba režiserja Delberta Manna, je manj znana, leta 2022 pa je izšla še ena visokoproračunska priredba, prav tako naslovljena Na Zahodu nič novega. Tudi ta je bil nominiran za oskarja za najboljši film in več drugih, prejel pa je nagrado za najboljši mednarodni celovečerni film.